# Aymar d'Àvila
Fra Aymar, O.P., fou un religiós castellà, que esdevingué bisbe d'Àvila entre 1274 i 1284.
Frare dominic, va estar al servei d'Alfons X de Castella. Aprofitant la mort de l'emperador Conrad IV, darrer monarca de la casa de Suàbia, el rei va enviar emissaris en diverses ocasions, per tal de fer valer les seves pretensions al tron imperial davant del papa. Cap a 1260, Aymar és enviat a Roma, acompanyat del canonge avilès i probablement canceller o secretari del rei, Hernando de Zamora, però van trobar que la seu papa era vacant per la mort de Climent IV. Allà, van esperar fins a l'elecció del nou papa Gregori X, però va desestimar les demandes del rei Alfons i, a més, va obrar-hi en contra per afavori l'elecció d'un emperador d'un regne diferent.
El 8 d'octubre de 1282 va estar present a Sevilla, on Alfons X va dictar sentència en contra del seu fill, l'infant Sanç, considerant que havia fet enromes excessos, pels quals el va desheretar i considerà impiu per ocupar el tron; el propi fra Aymar va reprendre l'infant. Segons Tello Martínez, les guerres de Sanç van ser nombroses i "era como un mar de travajos aquel tiempo", de fet, a la mort d'Alfons X, Sanç fou coronat igualment, i manà a Aymar oficiar els funerals del rei difunt, i foren summament fastuosos. Aymar estigué al càrrec de la diòcesi fins a la seva mort el 1284.